# Карло I Чибо-Маласпина
Ка́рло I Чи́бо-Маласпи́на (итал. Carlo I Cybo-Malaspina; 11 ноября 1581, Феррара, Феррарское герцогство — 13 февраля 1662, Масса, маркграфство Масса) — аристократ из рода Чибо-Маласпина. Князь Массы и маркграф Каррары с 1623 по 1662 год. Герцог Ферентилло.

## Происхождение
Родился в Ферраре 11 ноября 1581 года. Он был старшим сыном наследного принца Массы и Каррары Альдерано Чибо-Маласпина и Марфизы д’Эсте, внебрачной дочери Франческо д’Эсте, маркграфа Масса-Ломбарды. По отцовской линии приходился внуком князю Массы и маркграфу Каррары Альберико I Чибо-Маласпина, носившему также титул герцога Ферентилло, и урождённой урбинской принцессе Елизавете делла Ровере.
В возрасте двадцати пяти лет похоронил отца. 18 января 1623 года наследовал деду. Носил также титулы князя Священной Римской империи, второго герцога Ферентилло, первого герцога Айелло со 2 января 1623 года, пфальцграфа Латерано, барона Падули с 1609 года, синьора Монеты и Авенцы, синьора Лаго, Лагителло, Серра и Террати с 1623 года, римского барона, патриция римского, генуэзского, неаполитанского, пизанского и флорентийского, витербоского дворянина.
Умер 13 февраля 1662 года в Массе. Похоронен в капелле Святейшего Розария в соборе Святых Петра и Франциска в Массе.

## Брак и потомство
В Генуе 22 февраля 1605 года Карло I Чибо-Маласпина сочетался браком с донной Бриджидой Спинола (26.10.1587 — 22.01.1660), дочерью генуэзского патриция дона Джаннеттино Спинола, маркиза Каличе и Веппо. Брак оказался многодетным; всего у супругов родились четырнадцать детей:
- Альберико[итал.] (23.07.1607 — 02.02.1690), наследный принц Массы и Каррары, с 13 февраля 1662 года князь Массы и маркграф Каррары под именем Альберико II Чибо-Маласпина, герцог Ферентилло;
- Марфиза (17.11.1608 — 26.03.1612), умерла в младенческом возрасте;
- Мария (29.12.1609 — 13.12.1652), в 1626 году сочеталась браком с Галеотто IV Пико (1610 — 09.06.1637), наследным принцем Мирандолы и Конкордии;
- Вероника (10.12.1611 — 05.09.1691), в 1627 году сочеталась браком с доном Якопо Сальвиати[итал.], первым герцогом Джулиано, римским дворянином и флорентийским патрицием;
- Альдерано (16.07.1613 — 22.07.1700), епископ Йези и кардинал;
- Плачидия (15.08.1614 — 11.03.1683), в 1635 году сочеталась браком с доном Карло Антонио I де Гевара (17.11.1618 — 16.02.1674), четвёртым герцогом Бовино, неаполитанским патрицием, великим сенешалем Неаполитанского королевства;
- Джаннеттино (17.08.1615 — 30.07.1683), кавалер ордена Святого Якова, генерал от кавалерии и глава военного штаба короля Испании;
- Франческо (04.11.1616 — 1657), кавалер Мальтийского ордена (принёс обеты в 1625 году), генерал галер короля Испании;
- Лоренцо (23.04.1618 — 18.04.1680), епископ Йези с 1671 года;
- Одоардо (06.12.1619 — 06.02.1705), папский префект и губернатор Перуджи, Анконы, Витербо, Норчии, Орвието, Камерино и Сабины между 1655 и 1670 годами, титулярный архиепископ Селевкии с 1670 года, референдарий обеих сигнатур в 1670 году, апостольский нунций в Швейцарии с 1670 по 1679 год, секретарь Конгрегации пропаганды веры с 1680 по 1695 год, титулярный патриарх Константинополя с 1689 года;
- Диана (1620 — 1688), монахиня-клариссинка в монастыре Святой Клары[итал.] в Массе;
- Риччарда[итал.] (20.03.1622 — 1683), в 1648 году в Массе сочеталась браком с Альфонсо II Гонзага[итал.] (20.04.1616 — 25.07.1678), шестым графом Новеллары[итал.];
- Доменико (1623 — 1678), настоятель коллегиальной церкви Святого Петра[итал.] в Массе, аббат-коммендататор Сан-Пьетро-ди-Борзоне в 1644 году, аббат-коммендататор Сан-Пьетро-ин-Валле близ Ферентилло в 1653 году;
- Джованни Баттиста (1624 — 1625), умер в младенческом возрасте.